# Мещерский, Герман Иванович
Герман Иванович Мещерский (2 ноября 1874 ― 17 августа 1936) ― российский и советский учёный, дерматовенеролог, доктор медицинских наук, профессор, заведующий кафедрой кожных и венерических болезней Второго московского медицинского института имени Н.И.Пирогова (1920—1925 гг.) и Первого московского медицинского института имени И.М.Сеченова (1925-1936 гг.), Заслуженный деятель науки РСФСР (1936).

## Биография
Герман Иванович Мещерский родился 2 ноября 1874 году в городе Москве в дворянской семье.
В 1898 году завершил обучение на медицинском факультете Московского государственного университета. Приступил к медицинской практике работая в кожно-венерологической клинике Московского университета, в 1908 году стал приват-доцентом. В 1904 году успешно защитил диссертацию на соискание степени доктора медицинских наук, на тему об идиопатической прогрессивной атрофии кожи и об отношении ее к склеродермии. В 1920 году был назначен и трудился в должности заведующего кафедрой кожных и венерических болезней Второго Московского медицинского института. С 1925 по 1936 годы руководил кафедрой кожных и венерических болезней в Первом московском медицинском институте имени И.М.Сеченова С 1930 года стал работать заведующим объединенной кафедрой кожных и венерических болезней Первого и Второго Московских медицинских институтов.
Является автором более 150 научных работ. Анализировал и исследовал проблемы связанные с профессиональным дерматозом, а также лекарственными токсикодермиями. Сумел представить доказательства о значении микротравм в патогенезе пиодермий. Является автором учебника по кожным и венерическим болезням.
Активный участник медицинского сообщества. Член комиссии по борьбе с венеризмом (с 1917 по 1919 годы), был председателем комиссии по борьбе с врожденным сифилисом (1926 год), участник разработки проекта Государственного венерологического института. Переводил научные статьи западных медиков на русский язык. В первом издании Большой медицинской энциклопедии являлся редактором отдела «Дерматология».
Умер в 1938 году в Москве. Похоронен на Новодевичьем кладбище.

## Награды
Отмечен званием:
- Заслуженный деятель науки РСФСР (1936)

## Научная деятельность
Труды, монографии:
- Мещерский Г.И. К учению об идиопатической прогрессивной атрофии кожи и об отношении ее к склеродермии, дисс., М., 1904;
- Мещерский Г.И. О пере-лойных язвах, М., 1911;
- Мещерский Г.И. Основные сведения о кожных и венерических болезнях, М., 1917;
- Мещерский Г.И. Лечение сифилиса, М., 1922;
- Мещерский Г.И. Учебник по кожным и венерическим болезням, М.— Л., 1936.

=